# De monsters van Mars
De monsters van Mars (Engelse titel: Synthetic Men of Mars) is een science fantasy-boek van de Amerikaanse schrijver Edgar Rice Burroughs. Het is het negende deel uit de Barsoom-reeks. Het verhaal werd oorspronkelijk begin 1939 als zesdelig vervolgverhaal gepubliceerd door Argosy Weekly. De boekversie verscheen in 1940, uitgegeven door Edgar Rice Burroughs, Inc.

## Inhoud
Dejah Thoris is bij een ongeluk met een luchtschip zwaar gewond geraakt, en de enige die haar mogelijk kan redden is de wetenschapper Ras Thavas. Van hem is echter niks meer vernomen sinds de gebeurtenissen uit The Master Mind of Mars. John Carter gaat, vergezeld door de padwar Vor Daj, op zoek naar de geleerde. Aangekomen bij de stad Duhor worden ze echter aangevallen en gevangen door een groep monsterlijk uitziende mannen, die klaarblijkelijk onsterfelijk zijn (zelfs als ze worden doorboord met een zwaard of hun ledematen worden afgehakt, blijven ze gewoon doorvechten).
Ze worden beiden meegenomen naar Morbus; een reeds jaren verlaten stad verborgen diep in een moerasgebied. Daar ontdekken ze dat de monsterlijke mannen Hormads heten en een creatie zijn van Ras Thavas. Hij wilde kunstmatig leven creëren, maar is nu gevangengenomen door zijn eigen creaties en wordt door hen gedwongen aan de lopende band nieuwe Hormads te maken. De zeven slimste Hormads (de meeste zijn echter dommekrachten) hebben bovendien hun hersenen over laten zetten in lichamen van Rode Martianen. Deze zeven leiders willen nu met hun Hormadleger Barsoom veroveren.
John Carter en Vor Daj ontmoeten nog een aantal andere gevangenen, onder wie de vrouw Janai. Nadat ze Ras Thavas hebben teruggevonden, laat Vor Daj zijn eigen hersenen overzetten in een hormadlichaam zodat hij ongezien Morbus kan verkennen. Als Hormad noemt hij zichzelf Tor-dur-bar. Zijn echte lichaam wordt verstopt in de gewelven onder de stad. Kort hierna wagen John Carter en Ras Thavas een ontsnapping. Vor Daj, nog altijd een Hormad, blijft in Morbus achter en wordt de lijfwacht van de hormad-leider Ay-mad, alsmede het nieuwe hoofd van de laboratoria. Zonder Ras Thavas om het proces te begeleiden gaat de creatie van nieuwe Hormads echter gruwelijk mis, en in plaats van individuele Hormads ontstaat uit een van de weefselvaten een alsmaar groeiende massa van vlees, ledematen en organen, die langzaam de hele stad dreigt te overwoekeren.
Vrezend voor de veiligheid van Janai, van wie hij inmiddels is gaan houden, waagt Vor Daj ook een ontsnapping samen met vier andere gevangenen. Wat volgt is een lange tocht door de gevaarlijke moersassen. De groep wordt voortdurend opgejaagd door Hormads, en loopt een tot dusver nog onbekend intelligent ras tegen het lijf; de kangoeroemannen van Gooli. Behalve met de Hormads krijgt Vor Daj te maken met verraad binnen zijn team; twee van de andere gevangenen nemen Janai weer mee naar  Morbus, zodat Vor Daj ook terug moet om haar te bevrijden. Uiteindelijk worden Janai en Vor Daj gevonden door een slagschip van de stad Amhor en aan boord gehaald. Eenmaal in Amhor belandt Vor Daj echter in de dierentuin van Jal Had, de prins van Amhor, die Janai tot zijn vrouw wil maken.
Samen met een eveneens gevangen groene martiaan breekt Vor Daj uit en vlucht met Janai uit Amhor. Kort na hun ontsnapping lopen ze de oorlogsvloot van Helium tegen het lijf. John Carter en Ras Thavas hebben toch veilig Helium weten te halen. Dejah Thoris is gered en de vloot is nu op weg om Morbus en de Hormads te vernietigen met brandbommen. Na de aanval wordt Vor Daj’s eigen lichaam ongedeerd teruggevonden in de gewelven, waarna Ras Thavas zijn brein weer terugzet.

## Achtergrond
De roman behandeld onder andere de gevaren van klonen en genetische technologie. Daarmee is Synthetic Men of Mars een van de eerste sciencefictionboeken die deze onderwerpen gebruikt. Verder  vertoond de roman overeenkomsten met  Mary Shelleys Frankenstein . Burroughs gebruikte Frankenstein al eerder als inspiratiebron voor het verhaal The Monster Men.
Ondanks dat hij in 1939 al ruim bekend was al schrijver, had Burroughs moeite om zijn verhaal verkocht te krijgen aan een tijdschrift. Zowel Liberty als Blue Book wezen hem af. Argosy was zijn derde keuze. Burroughs kreeg voor het verhaal 1200 dollar betaald.
Reacties op het boek waren gemengd.  Auteur Richard Lupoff vond naar eigen zeggen het boek weinig interessant. Burrough’s biograaf John Taliaferro daarentegen beschouwde Synthetic Men of Mars als een van Burroughs betere werken van eind jaren 30.
In Australië valt Synthetic Men of Mars inmiddels in het publiek domein, en is daar verkrijgbaar via Project Gutenberg.